# Bledar Sejko
Bledar Sejko (* 10. září 1972 Tirana) je albánský kytarista, skladatel a zpěvák. V roce 2013 reprezentoval spolu s Adrianem Lulgjurajem Albánii na Eurovision Song Contest v Malmö s písní „Identitet“. V semifinále soutěže obsadil patnácté místo.
Zpívat a hrát na kytaru začal ve dvanácti letech. V roce 1987 se poprvé zúčastnil mezinárodního hudebního festivalu v Turecku jako kytarista. V prosinci 1990 se podílel na studentských hnutích během přeměny režimu v Albánii. Tentýž rok založil hard rockovou kapelu Megahertz. O sedm let později odcestoval do Itálie, kde spolupracoval s místními umělci.
V letech 1992 až 1995 byl členem rokové skupiny Thunder Way, s níž se zúčastnil populárního Festivali i Kënges.
V roce 2011 se zúčastnil Eurovision Song Contest jako kytarista Aurely Gaçe. O dva roky později na stejné soutěži reprezentoval Albánii spolu s Adrianem Lulgjurajem.